# Воймега (издательство)
Издательство «Во́ймега» — московское некоммерческое издательство, специализировавшееся на издании современной русской поэзии. Одним из основателей и главным редактором издательства был поэт Александр Переверзин. Закрыто в 2022 году.

## Об издательстве
Книги «Воймеги» получали профессиональные литературные награды, назывались различными изданиями лучшими поэтическими книгами года. По мнению критики:
Авторов «Воймеги», при большей или меньшей свободе обращения с дискурсом современности, единят не какие-то общие положительные установки, а общий минус-прием — отказ от эксперимента. «Воймега» не стремится просвещать читателя по курсу «актуальные поэтические практики», испытывать его на широту взглядов. Крепкий стих (верлибр представлен очень скупо), «полнокровный» лирический герой, одним словом, поэзия для чтения, а не для взращивания нового антропологического подвида, изменения реальности, самопознания Абсолюта. И читатель её — не усовершенствованный потомок, не коллега и не любопытствующий профессионал, но кто-то, по старинке ждущий от стихов «бесцеремонного» вмешательства в его жизнь.

## Авторы
Среди авторов издательства:
- Александр Тимофеевский, лауреат многочисленных премий, автор песенки крокодила Гены «Пусть бегут неуклюже пешеходы по лужам»;
- Григорий Кружков, лауреат Государственной премии РФ в области литературы и искусства, крупнейший современный переводчик англоязычной поэзии;
- Ирина Ермакова — лауреат премии «ANTOLOGIA» «за достижения в области современной поэзии», профессиональной поэтической премии Московский счёт;
- Игорь Меламед — лауреат Горьковской премии;
- Иван Волков, лауреат премии имени Б. Пастернака;
- Александр Переверзин, лауреат «международной Волошинской премии»;
- Ната Сучкова, лауреат Малой премии «Московский счёт»;
- Мария Тиматкова, лауреат «Русской премии»;
- Инга Кузнецова, лауреат молодёжной премии Триумф (премия);
- Андрей Василевский, главный редактор журнала «Новый мир».
- Мария Маркова, лауреат премии Президента РФ для молодых деятелей культуры;
- Владимир Косогов, первый лауреат премии «Лицей».

Помимо выпуска книг, «Воймега» вела популяризаторскую деятельность, представляя свои издания в различных регионах России.